# Francouzská Polynésie
Francouzská Polynésie (francouzsky Polynésie française) je zámořské společenství Francie v Oceánii tvořené 118 ostrovy rozesetými po území velkém asi jako celá Evropa.
Vědci se dnes všeobecně shodují, že právě Francouzská Polynésie je územím, které bylo osídleno lidmi jako jedno z posledních míst planety. Prvními ostrovy, které byly ve Francouzské Polynésii osídleny, byly Markézské ostrovy. Stalo se tak teprve ve druhém století před naším letopočtem. Z Francouzské Polynésie pochází aerolinie AirTahiti a Air Tahiti Nui.

## Historie
Polynésané souostroví osídlili kolem roku 200 př. n. l. V reakci na vyhoštění francouzské katolické misie byla na ostrovy vyslána válečná loď a v roce 1842 byl nad Tahiti a ostrovem Tahuata vyhlášen francouzský protektorát. Celé souostroví bylo Francií anektováno v 80. letech 19. století.

## Symboly
Francouzská Polynésie, francouzské závislé území, užívá vedle francouzských symbolů i své vlastní.

### Vlajka
Vlajka Francouzské Polynésie je tvořena listem o poměru stran 2:3 se třemi vodorovnými pruhy, červeným, bílým a červeným, o poměru šířek 1:2:1. Uprostřed bílého pruhu je umístěn znak Francouzské Polynésie.

### Znak
Znak Francouzské Polynésie je kruhový emblém. V něm je na pěti stylizovaných modrých pruzích mořských vln vyobrazený červený, hnědě korunovaný a čelně plující domorodý člun s plachtou. Na člunu je napříč položená hnědá plošina, na které stojí pět stylizovaných hnědých lidských postav. Za člunem září deset žlutých slunečních paprsků.

### Hymna
Hymna Francouzské Polynésie je píseň Ia Ora 'O Tahiti Nui (česky Ať žije Tahiti Nui). Hudbu složil Jean Paul Berlier, na textu se podílelo více osob.

## Geografie

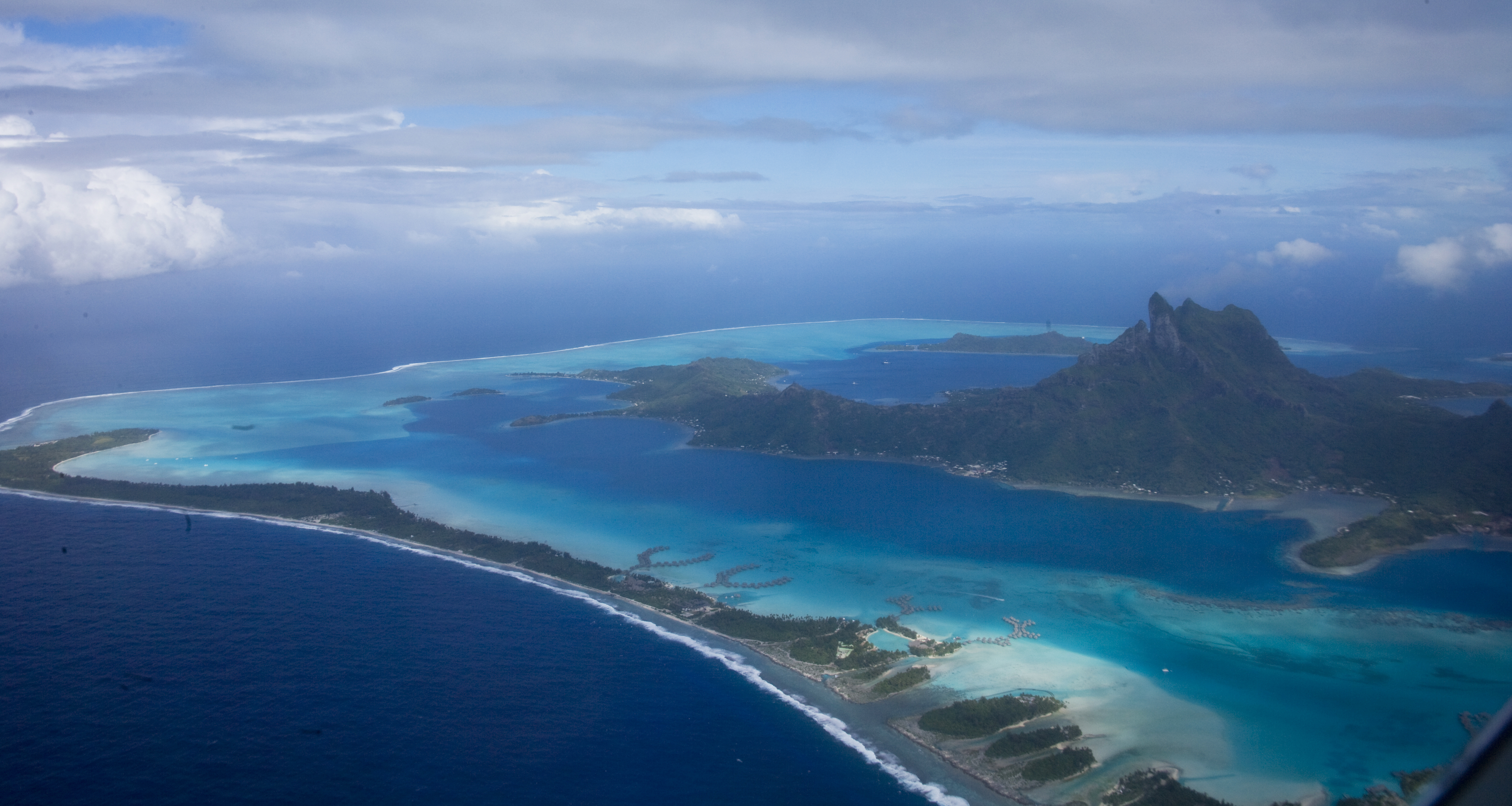
Ostrov Bora-Bora

Dělení Francouzské Polynésie

Ostrovy se seskupují do několika souostroví sopečného původu, která dohromady pokrývají oblast o rozměrech asi 2000 km² ze západu na východ a 2400 km² ze severu na jih. Sousedy Francouzské Polynésie jsou na západě ve vzdálenosti asi 350 km Cookovy ostrovy, na severu ve vzdálenosti asi 430 km Kiribati a na východě ve vzdálenosti asi 370 km Pitcairnovy ostrovy.
Skládá se z pěti souostroví, nejznámějším ostrovem je zřejmě Tahiti v souostroví Společenské ostrovy. Ostrov Tahiti je nejosídlenější a nachází se na něm hlavní město Papeete s mezinárodním letištěm Fa'a'ā International Airport, které je jediným mezinárodním letištěm ve Francouzské Polynésii (bylo postaveno v roce 1960). Díky tomu je Tahiti leteckou bránou Francouzské Polynésie a všichni, kteří sem přilétají ze zahraničí, musí projít právě Papeete. Tahiti je vzdáleno asi 7800 km západně od pobřeží Peru a 3800 km od severovýchodního okraje Nového Zélandu.
Francouzská Polynésie je jednou z pěti tzv. Zámořských společenství a dělí se oficiálně na pět částí (francouzsky subdivisions administratives):
1. Návětrné ostrovy (francouzsky Îles du Vent), jež jsou součástí Společenských ostrovů
2. Závětrné ostrovy (francouzsky Îles Sous-le-Vent), jež jsou součástí Společenských ostrovů
3. Souostroví Markézy (francouzsky Îles Tuamotu Marquises)
4. Souostroví Tuamotu – Gambierovy ostrovy (francouzsky Îles Tuamotu Tuamotu-Gambier)
5. Jižní souostroví (francouzsky Îles Australes), jehož součástí je Bassovy ostrovy (francouzsky Îles (de) Bass)

## Ekonomika
K hlavním zdrojům příjmů Francouzské Polynésie patří turistika, chov černých perel a produkce kopry pro olej. Také se tu pěstují ananasy, vanilka, káva a různé ovoce.

## Testování atomových zbraní

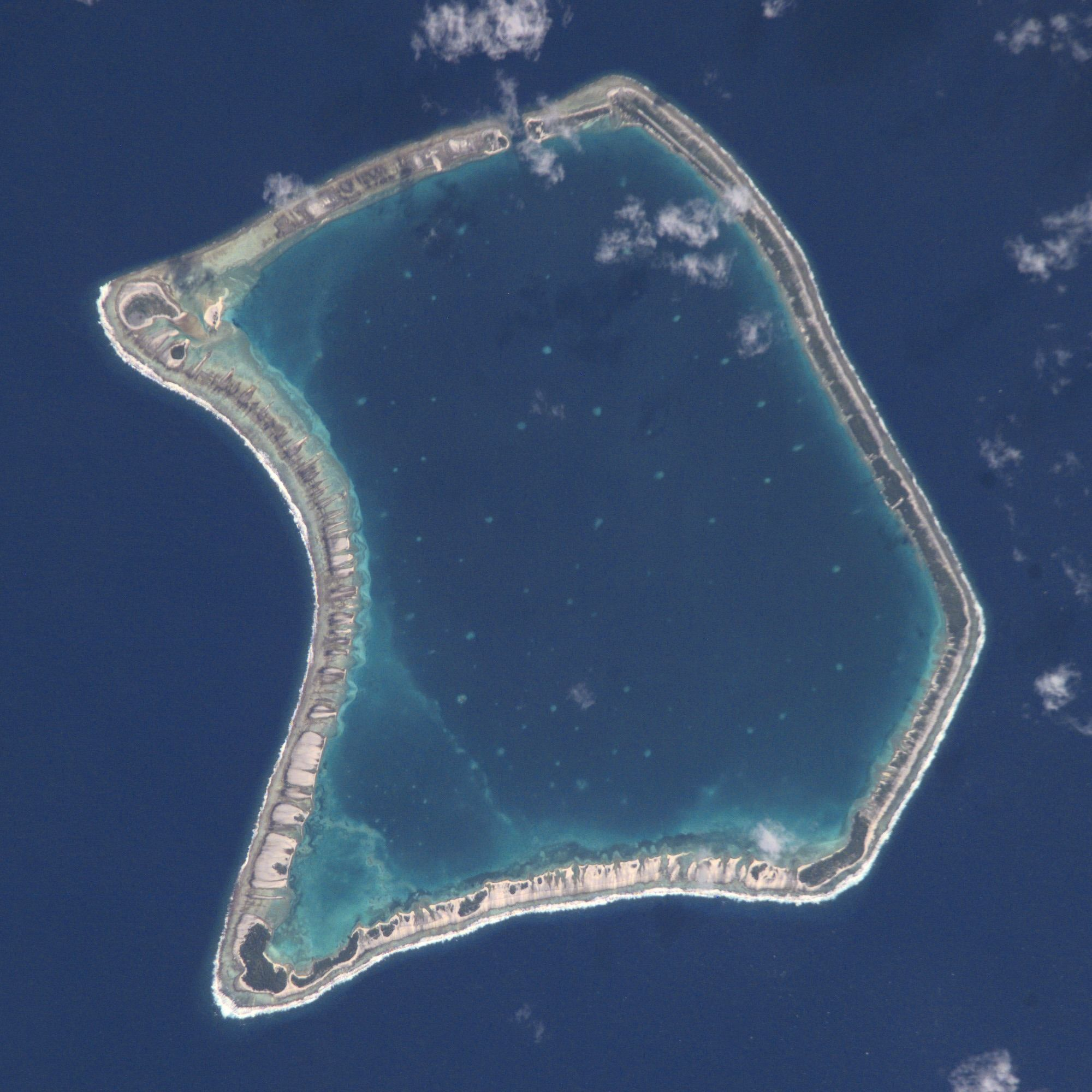
Satelitní snímek NASA – atol Fangataufa

Francouzská Polynésie sloužila jako pokusná střelnice pro atomové zbraně v 60. až 90. letech 20. století, kam se přesunuly ze severní Afriky poté, co se osamostatnila bývalá kolonie Alžírsko.
Na atolech Mururoa a Fangataufa Francie až do roku 1973 prováděla pokusné jaderné výbuchy v atmosféře, poté až do roku 1996 výbuchy podzemní.